# Utsättning (medicin)
För andra betydelser, se utsättning.
Utsättning innebär upphörande av en medicinsk behandling, till exempel att sluta använda ett visst läkemedel. Ett annat ord för utsättning är seponering.
Utsättningssymptom är olika symptom som kan uppkomma efter (ofta tvärt) avslutad läkemedelsbehandling. Det finns nästintill ingen evidensbaserad forskning gjord på utsättningssymptom, och nuvarande kunskap om samband mellan utsättning och symptom är istället baserad på exempelvis klinisk erfarenhet.